# Landbouw in de Sovjet-Unie
De landbouw in de Sovjet-Unie was vanaf de jaren 30 grotendeels gecollectiviseerd, met beperkte cultivatie op privégronden van maximum 0,5 hectare. Het wordt vaak als een meer inefficiënte sector van de sovjeteconomie gezien, maar toch slaagde men erin om zelfvoorzienend te zijn tot diep in de jaren 70: vanaf dan werd Amerikaans graan en ander voedsel tegen Russische aardolie geruild.
In de USSR bestonden drie soorten landbouwbedrijven:
- De kolchoz: Velden zijn coöperatief eigendom, landbouwers verkiezen zelf hun vertegenwoordiger en het loon hangt af van de oogst.
- De sovchoz: Velden zijn staatseigendom, worden bestuurd door een ambtenaar en de landbouwers krijgen een vast loon.
- Kleine privéveldjes: Elke boer had een klein veld van maximum 0,5 hectare tot zijner beschikking. De opbrengst hiervan kon hij zelf gebruiken of belastingvrij verkopen op de zogenaamde kolchozmarkt of aan een kraampje. Deze gronden hadden een puur aanvullend karakter.

## Geschiedenis

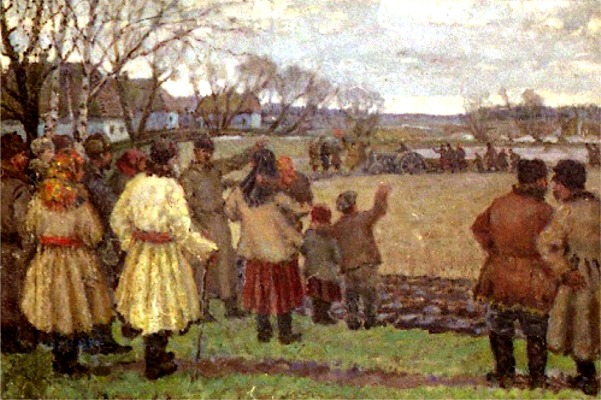
"De eerste tractor": geromantiseerd schilderij over de mechanisatie van de landbouw in de jaren 30

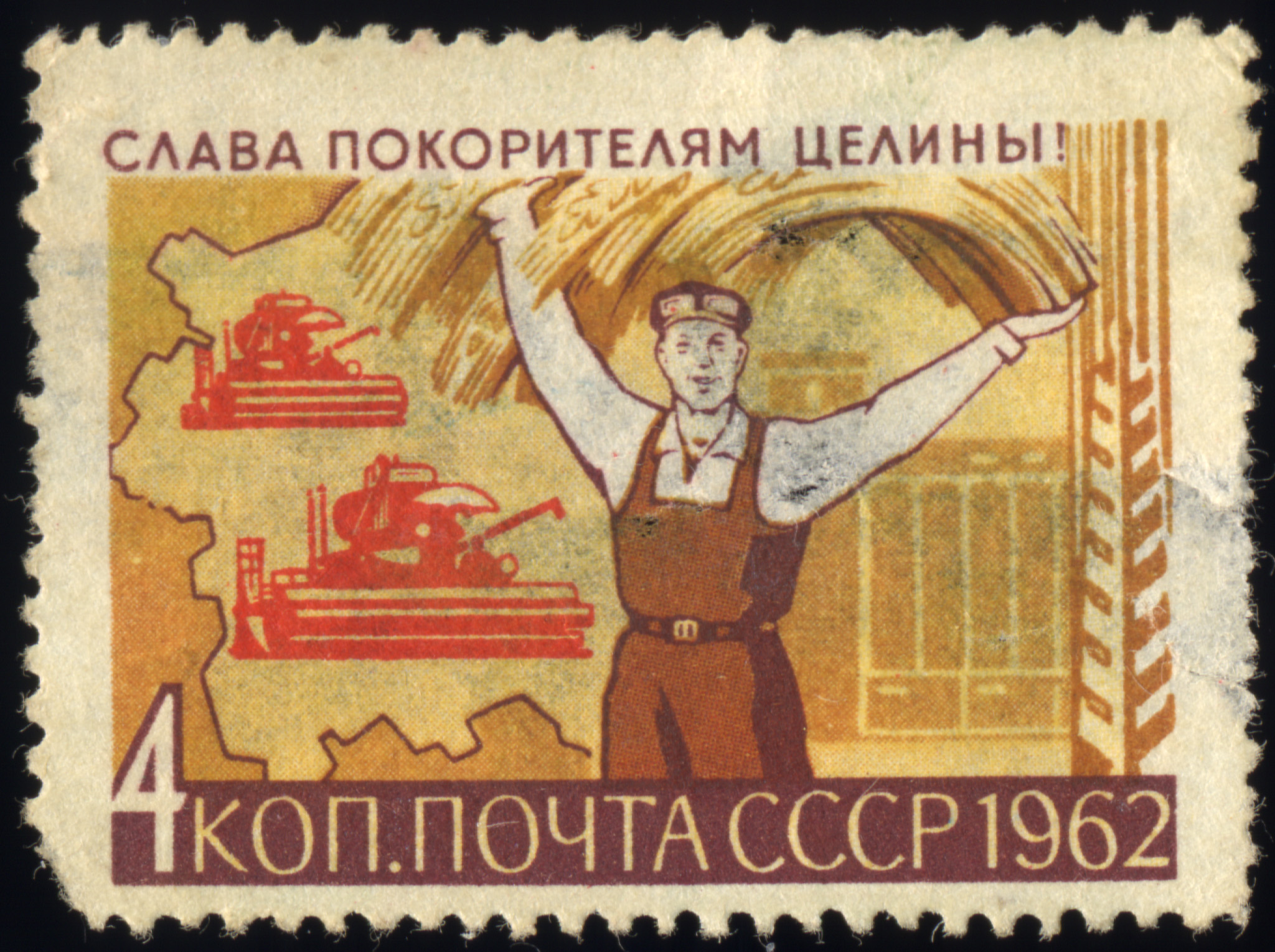
Postzegel ter ere van de maagdelijke-grondencampagne

Ten tijde van het Keizerrijk Rusland werkte 82% van de bevolking in de landbouw en boeren waren tot diep in de 19de eeuw lijfeigenen. De landbouw was arbeidsintensief, inefficiënt en nauwelijks gemechaniseerd. Hongersnoden en misoogsten waren niet ongewoon.
De Russische Revolutie leek grote veranderingen te betekenen voor deze sector: meteen kondigde Vladimir Lenin, leider van de bolsjewieken, aan dat alle grond onder de boeren moest verdeeld worden. Toen Jozef Stalin echter de sterke man van de jonge Sovjet-Unie werd, maakte deze meteen duidelijk dat alle gronden staatseigendom moesten worden en de landbouwers moesten verbouwen wat de staat wilde. Toen dit in de praktijk werd gebracht tijdens het Eerste Vijfjarenplan (1928-1932), stuitte dit echter op groot verzet van de landbouwers. Stalin drukte toch door en sneed opstandige regio's van de buitenwereld af, wat de dood van miljoenen, vooral in Oekraïne, betekende (de Holodomor). Wanneer het plan werd stopgezet, was de landbouwproductie gedaald in plaats van gestegen.
Tijdens de Tweede Wereldoorlog speelden de sovchozen en kolchozen een vitale rol in de bevoorrading van het Rode Leger. Men faalde echter de burgerbevolking van voldoende voedsel te voorzien, en velen stierven van de honger. Dit was het duidelijkst in de stad Leningrad, waar de helft van de bevolking (1 miljoen mensen) stierf.
Na de oorlog moesten grote hoeveelheden boerderijen worden herbouwd. Tegen het einde van de jaren 40 was dit werk grotendeels voltooid en raakte de productie weer op vooroorlogs peil. Door een toenemende mechanisatie slaagde Stalin erin de productie verder te verhogen.
In 1953 stierf Stalin en werd vervangen voor Nikita Chroesjtsjov. Hij wilde de landbouwproductie fors verhogen, onder andere door meer maïs te telen en meer gronden (vooral in Kazachstan) te cultiveren (de maagdelijke-grondencampagne). Beide plannen mislukten echter: voor de maïs werd er voor onvoldoende sproeistoffen gezorgd en de cultivatie van de gronden in Kazachstan zorgden enkel voor de inkrimping van het Aralmeer en de verdwijning van de laag vruchtbare grond: er waren te weinig bomen geplant, waardoor de wind op de grote vlakten vrij spel kreeg, de grond waaide hierdoor weg. Chroestsjov verlegde de focus meer en meer van kolchozen naar sovchozen: hij zag grote landerijen in Amerikaanse stijl voor zich met eigen tractoren en machinerie. Ondanks al zijn inspanningen slaagde Chroestsjov er niet in de landbouwproductie voldoende te verhogen.
De eerste jaren onder Leonid Brezjnev betekenden een korte opleving voor de landbouw: in de periode 1966–1970 verdubbelde bijvoorbeeld de export van graan. In de periode 1971–1975 moest men echter 14.5 miljoen ton graan importeren door tegenvallende oogsten. Vanaf de jaren 80 werd er steeds minder voedsel geproduceerd, onder andere door veroudering van de machines. Het kwam zover dat men in 1989 net als in de oorlog rantsoenen moest invoeren.
Na het uiteenvallen van de Sovjet-Unie werden de meeste kolchozen en sovchozen ontmanteld en getransformeerd in privébedrijven.

## Aantal sovchozen en kolchozen
| Jaar | Aantal kolchozen | Aantal sovchozen | Gemiddelde grootte van kolchozen in ha | Gemiddelde grootte van sovchozen in ha | Aandeel van kolchozen | Aandeel van sovchozen | Aandeel huishoudens actief in de landbouw |
| ---- | ---------------- | ---------------- | -------------------------------------- | -------------------------------------- | --------------------- | --------------------- | ----------------------------------------- |
| 1960 | 44.000           | 7.400            | 6.600                                  | 26.200                                 | 44%                   | 18%                   | 38%                                       |
| 1965 | 36.300           | 11.700           | 6.100                                  | 24.600                                 | 41%                   | 24%                   | 35%                                       |
| 1970 | 33.000           | 15.000           | 6.100                                  | 20.800                                 | 40%                   | 28%                   | 32%                                       |
| 1975 | 28.500           | 18.100           | 6.400                                  | 18.900                                 | 37%                   | 31%                   | 32%                                       |
| 1980 | 25.900           | 21.100           | 6.600                                  | 17.200                                 | 35%                   | 36%                   | 29%                                       |
| 1985 | 26.200           | 22.700           | 6.500                                  | 16.100                                 | 36%                   | 36%                   | 28%                                       |
| 1990 | 29.100           | 23.500           | 5.900                                  | 15.300                                 | 36%                   | 38%                   | 26%                                       |

Bron: Jaarboek van statistieken van de USSR

## Werking

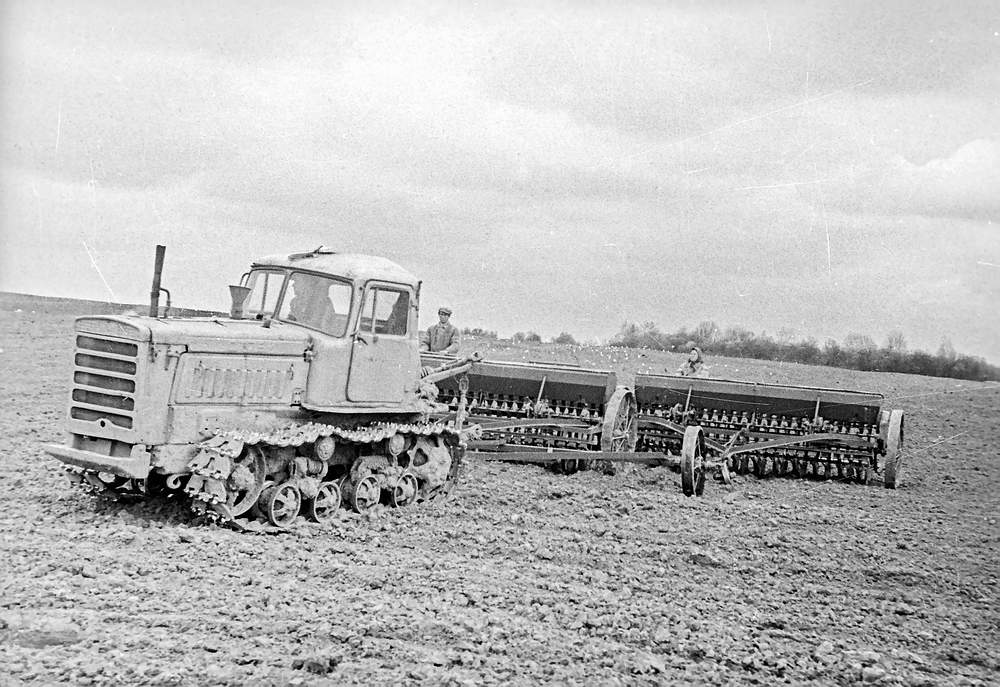
Zaaimachine op een kolchoz in 1977

De landbouw in de Sovjet-Unie was zeer verschillend van die in hedendaags Rusland:
- Kolchozen en sovchozen kregen bevelen van de staat over hoeveel en wat ze moesten produceren
- De verloning van de kolchozboer hing af van de oogst, dat van zijn collega op een kolchoz was invariabel.
- De eigen gronden waren maximum 0,5 hectare groot, maar waren toch een onmisbare schakel in de voedselvoorziening: landbouwers deden meer hun best op hun eigen lapje grond dan op de gemeenschappelijke landerijen. Dit had als resultaat dat deze kleine veldjes voor een kwart van de totale agrarische productie zorgden (voor aardappelen 60% en voor groenten, melk, eieren en vlees bijna 30%). De bedrijfjes reduceerden tevens het inkomstenverschil tussen stad en platteland.
- De prijzen van goederen geoogst op staats- of coöperatief eigendom werden bepaald door agentschappen van de staat. Voordeel was dat deze producten betrekkelijk goedkoop waren, nadeel was dat er niet altijd rekening gehouden werd met de eigenlijke productiekost.
- Producten geoogst op de privégronden werden verkocht aan een prijs die door de landbouwer zelf bepaald werd. Hierdoor waren deze producten vaak 2 à 3 keer duurder dan die in staatswinkels, maar in tegenstelling tot de staatswinkels was in de kolchozmarkt altijd alles te verkrijgen.